# Sara (księżna Yorku)
Sara, księżna Yorku z domu Ferguson, Sarah Margaret Ferguson (ur. 15 października 1959 w Londynie) – brytyjska pisarka, osobowość telewizyjna, producentka filmowa; od 1986 do 1996 członkini brytyjskiej rodziny królewskiej jako żona Andrzeja, księcia Yorku.

## Rodzina i edukacja
Urodziła się 15 października 1959 w London Welbeck Hospital w Londynie. Jej ojcem był major Ronald Ferguson (zm. 16 marca 2003 z powodu zawału serca), a matką – Susan z domu Wright (zm. 21 września 1998 w wypadku samochodowym w Argentynie). Rodzice Sarah rozstali się w 1974, po czym matka wyszła w 1975 za Hectora Barrantesa, gracza polo, a ojciec ożenił się w 1976 z Susan Deptford.
Sarah dorastała w posiadłości ojca w Dummer. Ma siostrę, Jane Luedecke oraz troje przyrodniego rodzeństwa: brata Andrew Fergusona, siostrę Alice Stileman i siostrę Elizabeth Cobb. Uczęszczała do Daneshill School w Stratfield Turgis, a następnie do Hurst Lodge School w Ascot. W wieku 18 lat ukończyła Queen’s Secretarial College i rozpoczęła pracę w galerii sztuki.

## Życie prywatne
Była związana z przedsiębiorcą Paddym McNallym. W czerwcu 1985 została przedstawiona księciu Andrzejowi, drugiemu synowi Elżbiety II, królowej Zjednoczonego Królestwa i Filipa, księcia Edynburga, przez ówczesną bratową Andrzeja, księżną Dianę, która zaprosiła Sarę na organizowane przez królową przyjęcie z okazji Royal Ascot i przydzieliła jej miejsce obok księcia. Wkrótce zostali parą, a 19 lutego 1986 się zaręczyli, co Pałac Buckingham ogłosił oficjalnie 17 marca. Po ogłoszeniu zaręczyn para wzięła udział w sesji fotograficznej i udzieliła wywiadu. Sara i Andrzej są ze sobą daleko spokrewnieni poprzez bycie potomkami Williama Cavendisha, 4. księcia Devonshire i Jakuba I, króla Szkocji i Anglii. 23 lipca 1986 o godz. 11:30 para pobrała się w opactwie westminsterskim w Londynie. Ceremonii przewodniczył arcybiskup Canterbury, Robert Runcie. Z racji nadania Andrzejowi przez królową Elżbietę II tytułu księcia Yorku, Sarah otrzymała tytuł: Jej Królewska Wysokość Księżna Yorku. Małżonkowie po ślubie pojechali w pięciodniową podróż na Azory i pływali promem Britannia po Oceanie Atlantyckim.
25 stycznia 1988 Pałac Buckingham ogłosił pierwszą ciążę księżnej. 8 sierpnia o godz. 8:18 w Portland Hospital w Londynie urodziła się córka pary, Beatrycze Elżbieta Maria. 12 września 1989 poinformowano, że para książęca spodziewa się narodzin drugiego dziecka. 23 marca 1990 w Portland Hospital w Londynie księżna Yorku urodziła drugą córkę, Eugenię Wikorię Helenę.
Z racji swojego swobodnego stylu życia Sara mierzyła się z częstą krytyką ze strony Pałacu Buckingham oraz prasy, co wywołało w niej rozczarowanie życiem w rodzinie królewskiej i depresję. Sensację w mediach wywołały spekulacje o jej romansie z Steve’em Wyattem. 19 marca 1992 rodzina królewska ogłosiła separację księcia Andrzeja i księżnej Sary z powodu „różnic nie do pogodzenia”. Według Ferguson, jedną z przyczyn rozpadu małżeństwa była częsta nieobecność księcia, który był zaangażowany w sprawy marynarki, co prowadziło do tego, że małżonkowie widzieli się ze sobą jedynie przez około 40 dni w roku. Królowa ogłosiła, że księżna Yorku nie będzie pełniła więcej obowiązków w imieniu korony oraz, że monarchini nie będzie odpowiadała za długi synowej.
W sierpniu 1992 brytyjski tabloid „Daily Mirror” opublikował fotografie skąpo ubranej księżnej w towarzystwie amerykańskiego milionera, Johna Bryana. Publikacja spowodowała krytykę w kierunku Ferguson i pogłębiła jej konflikt z rodziną królewską. Francuski magazyn „Paris Match”, który również przedrukował zdjęcia, otrzymał karę finansową w wysokości 84 tys. funtów.
30 maja 1996 Sąd Najwyższy w Londynie orzekł rozwód Sary i Andrzeja. Tytuł księżnej początkowo pozostał bez zmian, miała jedynie nie używać predykatu Jej Królewskiej Wysokości. Sytuacja zmieniła się w sierpniu 1996, kiedy w obliczu rozwodu księcia Karola królowa uregulowała sprawy tytułów, pozbawiając rozwiedzione małżonki książąt możliwości używania predykatu. Nowy tytuł Ferguson brzmiał Sara, księżna Yorku. Po rozwodzie otrzymała również odszkodowanie, którego wysokość nie została potwierdzona. Do 2004 rozwiedziona para książęca nadal mieszkała razem w Sunninghill Park w Berkshire. Sara przeprowadziła się następnie do Doplhin House, ale po pożarze, który miał miejsce w 2008, zamieszkała z byłym mężem w Royal Lodge w Windsorze.
W listopadzie 2019 książę Andrzej udzielił wywiadu na temat jego znajomości z przestępcą seksualnym Jeffreyem Epsteinem. 20 listopada wydał oświadczenie, w którym wycofał się z pełnienia oficjalnych obowiązków i z życia publicznego w związku z reperkusjami, jakie przyniosły jego kontakty z Epsteinem. 13 stycznia 2022 utracił swoje patronaty i rangi wojskowe. Został pozwany o molestowanie seksualne wówczas niepełnoletniej Virginii Giuffre. Sarah kilkakrotnie publicznie stawała w obronie byłego męża.

## Członkini rodziny królewskiej
W 1987 ukończyła 40-godzinny kurs i uzyskała prywatną licencję pilota; szkolenie było prezentem ślubnym, którzy otrzymała od Lorda Hensona. W tym samym roku wraz z mężem uczestniczyła w kilkunastodniowej oficjalnej wizycie w Kanadzie. W 1988 udali się do Kalifornii i z dyplomatyczną wizytą do Australii z okazji 200 lat istnienia państwa. Prasa wówczas skrytykowała Sarę i Andrzeja, którzy pozostawili w domu sześciotygodniową córkę, a następnie przedłużali pobyt na półkuli południowej, spędzając czas z siostrą księżnej i pływając statkami wzdłuż wybrzeża Australii.
W maju 1989 podczas swojej pierwszej solowej oficjalnej wizyty księżna pojechała do Berlina.

### Późniejsze związki z rodziną królewską
We wrześniu 1997 towarzyszyła córkom w pogrzebie Diany, księżnej Walii, z którą była zaprzyjaźniona. W kwietniu 2002 uczestniczyła w pogrzebie Elżbiety, królowej-matki.
Nie została zaproszona na ślub księcia Edwarda w 1999 i księcia Wilhelma w 2011. Otrzymała zaproszenie na ślub księcia Henryka w 2018, ale została pominięta na liście gości weselnych.
W październiku 2018 wystąpiła oficjalnie z członkami rodziny królewskiej w czasie ślubu jej córki, księżniczki Eugenii z Jackiem Brooksbank w Windsorze.
Z powodu ograniczeń wynikających z pandemii COVID-19 nie uczestniczyła w uroczystościach pogrzebowych Filipa, księcia Edynburga, swojego byłego teścia. We wrześniu 2022 została zaproszona do udziału w państwowym pogrzebie byłej teściowej, królowej Elżbiety II, z którą pozostawała w przyjacielskich stosunkach.
Nie otrzymała zaproszenia na koronację króla Karola III 6 maja 2023, lecz zasiadła u boku swojego byłego męża podczas koncertu koronacyjnego, który odbył się następnego dnia.
W grudniu 2023, po raz pierwszy od 1992, oficjalnie towarzyszyła rodzinie królewskiej w czasie tradycyjnego bożonarodzeniowego nabożeństwa w kościele św. Marii Magdaleny w Sandringham.

## Działalność charytatywna
W 1990 została patronką Teenage Cancer Trust, organizacji pomagającej dzieciom i młodym dorosłym w zmaganiach z chorobą nowotworową, w której działalność jest aktywnie zaangażowana, również we współpracy ze swoimi córkami. W 1993 założyłaChildren In Crisis, zainspirowana spotkaniem z chorującą na nowotwór Polką, Anią. Celem organizacji jest, aby widzieć wszystkie dzieci bezpieczne, w szkole i w nauce. W grudniu 1994 w Stanach Zjednoczonych otworzyła fundację charytatywną, Chances for Children. W 2020 założyła fundację, Sarah’s Trust.
Została patronką Springboard for Children, organizacji pomagającej dzieciom, mającym trudności z pisaniem i czytaniem. Do tego rodzaju działalności zainspirowało ją rozpoznanie dysleksji u jej starszej córki. W 2005 została globalną ambasadorką Ronald McDonald House Charities. We wrześniu 2017 została ogłoszona ambasadorką British Heart Foundation. Od czerwca 2019 jest patronką Natasha Allergy Research Foundation, fundacji zajmującej się walką z ostrymi reakcjami alergicznymi i wstrząsami anafilaktycznymi.

### Wizyty w Polsce
Podczas swojej wizyty w Polsce w lipcu 2022 księżna powiedziała, że Polska uratowała jej życie i tutaj zrozumiała, że chce pomagać innym ludziom.
W 1992 odwiedziła dziecięce szpitale w Katowicach i Zabrzu. Obserwacja warunków panujących w lecznicach zainspirowała ją do założenia organizacji Children in Crisis.
W grudniu 1999 została Damą Orderu Uśmiechu, a wyróżnienie odebrała w Warszawie.
We wrześniu 2021 wizytowała Śląskie Centrum Chorób Serca w Zabrzu.
Po inwazji Rosji na Ukrainę w lutym 2022 odwiedzała Polskę trzykrotnie.

## Zdrowie
W czerwcu 2023 u księżnej zdiagnozowano raka piersi we wczesnym stadium. Guz wykryty został w czasie rutynowej mammografii, a leczenie obejmowało zabieg mastektomii.
W styczniu 2024 rzecznik księżnej poinformował, że w badaniu histopatologicznym jednego z kilku usuniętych u niej znamion skórnych rozpoznano czerniaka.

## Inne aktywności
Napisała autobiografię My Story (1996) oraz książki dla dzieci, m.in. Budgie the Little Helicopter, Budgie at Bendick’s Point, Budgie Goes to Sea i Budgie and the Blizzard.
Wolny czas spędza w rodzinnej posiadłości w Hampshire. Ma licencję pilota i interesuje się narciarstwem i malarstwem.
Została sportretowana w serialu komediowym The Windsors, a w jej rolę wcieliła się Katy Wix.

## Genealogia

### Przodkowie
| Osoba                                      | Rodzice                                 | Dziadkowie                                                  | Pradziadkowie                                                               |
| Sara, księżna Yorku z d. Ferguson (1959 –) | Ronald Ferguson (1931-2003)             | Andrew Ferguson (1899-1966)                                 | Algernon Ferguson (1867-1943)                                               |
| Sara, księżna Yorku z d. Ferguson (1959 –) | Ronald Ferguson (1931-2003)             | Andrew Ferguson (1899-1966)                                 | Margaret Ferguson z d. Brand (1873-1948)                                    |
| Sara, księżna Yorku z d. Ferguson (1959 –) | Ronald Ferguson (1931-2003)             | Lady Marian Elmhirst z d. Montagu-Douglas-Scott (1908-1996) | Lord Herbert Montagu-Douglas-Scott (1872-1944)                              |
| Sara, księżna Yorku z d. Ferguson (1959 –) | Ronald Ferguson (1931-2003)             | Lady Marian Elmhirst z d. Montagu-Douglas-Scott (1908-1996) | Lady Ida Montagu-Douglas-Scott z d. Edwards (1882-1965)                     |
| Sara, księżna Yorku z d. Ferguson (1959 –) | Susan Barrantes z d. Wright (1937-1998) | Fitzherbert Wright (1905-1975)                              | Henry Wright (1870-1947)                                                    |
| Sara, księżna Yorku z d. Ferguson (1959 –) | Susan Barrantes z d. Wright (1937-1998) | Fitzherbert Wright (1905-1975)                              | Muriel Wright z d. Fletcher (1873-1955)                                     |
| Sara, księżna Yorku z d. Ferguson (1959 –) | Susan Barrantes z d. Wright (1937-1998) | Doreen Wright z d. Wingfield (1904-1991)                    | Mervyn Wingfield, 8. wicehrabia Powerscourt (1880-1947)                     |
| Sara, księżna Yorku z d. Ferguson (1959 –) | Susan Barrantes z d. Wright (1937-1998) | Doreen Wright z d. Wingfield (1904-1991)                    | Sybil Wingfield, wicehrabina Powerscourt z d. Pleydell-Bouverie (1878-1946) |

### Potomkowie
| Dzieci                        | Wnuki                                                                    | Prawnuki |
| księżniczka Beatrycze (1988–) | Sienna Mapelli-Mozzi (2021-) Athena Elisabeth Rose Mapelli mozzi (2025-) |          |
| księżniczka Eugenia (1990-)   | August Brooksbank (2021-)                                                |          |
| księżniczka Eugenia (1990-)   | Ernest Brooksbank (2023-)                                                |          |

## Tytuły
| Od                   | do               | Tytuł                                |
| 25 października 1959 | 23 lipca 1986    | Panna Sara Małgorzata Ferguson       |
| 23 lipca 1986        | 31 sierpnia 1996 | Jej Królewska Wysokość Księżna Yorku |
| 31 sierpnia 1996     | nadal            | Sara, księżna Yorku                  |